# Jeff Okudah
Jeffrey Okudah (Grand Prairie, 2 febbraio 1999) è un giocatore di football americano statunitense che milita nel ruolo di cornerback per gli Houston Texans della National Football League (NFL).

## Carriera universitaria
Al college Okudah giocò a football alla Ohio State University. Nella sua prima stagione nel 2017, disputò tutte le 14 partite mettendo a segno 17 tackle. L'anno seguente disputò 13 partite con 32 placcaggi. Nella sua ultima stagione fece registrare il suo primo intercetto contro i Miami Redhawks. La sua annata si chiuse con 34 tackle, 9 passaggi deviati e 3 intercetti, venendo premiato unanimemente come All-American, oltre ad essere finalista per il Jim Thorpe Award. Decise di rinunciare all'ultimo anno nel college football e di dichiararsi eleggibile per il Draft NFL 2020 dove era considerato il miglior prospetto tra i cornerback.

## Carriera professionistica

### Detroit Lions
Okudah fu scelto come terzo assoluto dai Detroit Lions nel Draft NFL 2020. Debuttò come professionista nella gara del secondo turno persa contro i Green Bay Packers mettendo a segno 6 placcaggi. Nel terzo turno, alla seconda gara come titolare in carriera, fece registrare il primo intercetto ai danni di Kyler Murray nella vittoria sugli Arizona Cardinals. Il 16 dicembre fu inserito in lista infortunati, chiudendo la sua stagione da rookie con 47 tackle, 2 passaggi deviati e un intercetto in 9 presenze, 6 delle quali come titolare.
Nella prima partita della stagione 2021 contro i San Francisco 49ers, Okudah si ruppe il tendine d'Achille, venendo inserito in lista infortunati.
Nella settimana 3 della stagione 2022, Okudah disputò una delle migliori gare del suo inizio carriera quando, in marcatura diretta sulla stella Justin Jefferson, tenne l'avversario a 3 ricezioni per 14 yard ricevute. Chiuse la stagione con 73 tackle e un intercetto in 15 presenze, tutte come titolare.

### Atlanta Falcons
L'11 aprile 2023 Okudah venne scambiato con gli Atlanta Falcons per una scelta del quinto giro del Draft NFL 2023.

### Houston Texans
L'11 marzo 2024 Okudah firmò un contratto di un anno del valore di 4,75 milioni di dollari con gli Houston Texans.